# Nogent-sur-Vernisson
Pour les articles homonymes, voir Nogent et Vernisson (homonymie).
Nogent-sur-Vernisson est une commune française située dans le département du Loiret en région Centre-Val de Loire.

## Géographie

### Localisation et communes limitrophes

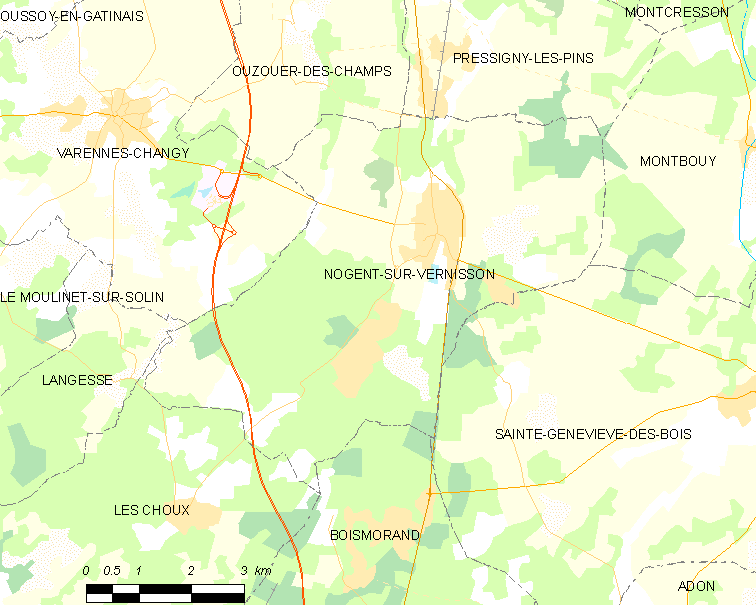
Carte de la commune de Nogent-sur-Vernisson et des communes limitrophes.

La commune de Nogent-sur-Vernisson se trouve extrême-est du département du Loiret, dans la région agricole du Gâtinais pauvre. À vol d'oiseau, elle se situe à 62,5 km  d'Orléans, préfecture du département, à 16,9 km de Montargis, sous-préfecture, et à 8,4 km de Châtillon-Coligny, ancien chef-lieu du canton dont dépendait la commune avant mars 2015. La commune fait partie du bassin de vie de Châtillon-Coligny.
Les communes les plus proches sont : Pressigny-les-Pins (4 km), Ouzouer-des-Champs (4,7 km), Cortrat (5,9 km), Montbouy (6,1 km), Varennes-Changy (6,4 km), Saint-Hilaire-sur-Puiseaux (6,5 km), Solterre (6,6 km), Sainte-Geneviève-des-Bois (6,6 km), Langesse (6,8 km) et Boismorand (6,9 km).

### Routes et transports
Nogent-sur-Vernisson se situe sur la route nationale 7, à 17 km de Montargis, 70 km de Fontainebleau et 150 km de Paris vers l'est et à l'ouest à 80 km de Cosne-Cours-sur-Loire, 115 km de Nevers et 280 km de Moulins.
La commune est desservie par la  gare de Nogent-sur-Vernisson.

### Géologie et relief

#### Géologie
La commune se situe dans le sud du Bassin parisien, le plus grand des trois bassins sédimentaires français. Cette vaste dépression, occupée dans le passé par des mers peu profondes et des lacs, a été comblée, au fur et à mesure que son socle s’affaissait, par des sables et des argiles, issus de l’érosion des reliefs alentours, ainsi que des calcaires d’origine biologique, formant ainsi une succession de couches géologiques.
Les couches affleurantes sur le territoire communal sont constituées de formations superficielles du Quaternaire et de roches sédimentaires datant du Cénozoïque, l'ère géologique la plus récente sur l'échelle des temps géologiques, débutant il y a 66 millions d'années, et du Mésozoïque, anciennement appelé Ère secondaire, qui s'étend de −252,2 à −66,0 Ma. La formation la plus ancienne est de la craie blanche à silex remontant à la période Crétacé. La formation la plus récente est des alluvions récentes des lits mineurs remontant à l’époque Holocène de la période Quaternaire. Le descriptif de ces couches est détaillé dans  la feuille « n°400 - Châtillon-Coligny » de la carte géologique au 1/50 000ème du département du Loiret, et sa notice associée.

Carte géologique de la commune.

|  | Fz : | alluvions récentes des lits mineurs, Holocène                     |
|  | FC : | alluvions et colluvions du fond des vallées secondaires, Holocène |

|  | qOE : | Limons et Loess, Quaternaire |

|  | m3-p1SASo : | sables et argiles de Sologne, Langhien supérieur à Pliocène inférieur |

|  | g1CEt : | calcaire d'Étampes, Stampien supérieur |

|  | e4PN : | poudingue de Nemours, Paléocène-Éocène inférieur |

|  | e1-4S :  | formations détritiques (argiles, sables, conglomérats) et Argiles à silex, Paléocène-Éocène inférieur |
|  | e1-4Rc : | complexe argilo-sableux à silex = argiles à silex, Paléocène-Éocène inférieur                         |

|  | c4Cr : | craie blanche à silex, Santonien |
|  | c3Cr : | craie blanche à silex, Coniacien |

#### Relief
La superficie cadastrale de la commune publiée par l’Insee, qui sert de références dans toutes les statistiques, est de 33,27 km2,. La superficie géographique, issue de la BD Topo, composante du Référentiel à grande échelle produit par l'IGN, est quant à elle de 33,45 km2. Son relief est relativement plat puisque la dénivelée maximale atteint 41 mètres. L'altitude du territoire varie entre 109 m et 150 m.

### Hydrographie
Le Vernisson traverse le territoire de la commune.

### Lieux-dits et écarts
A
- Les Avrils

B
- les Barrillons
- la Borne Blanche
- le Bourg

C
- les Caillats
- la Californie
- le Carrouge,		        avenue Raymond Tribout (D 135)
- la Cave,			        chemin de la Paurolle
- la Chapelle
- Château des Barres (à cheval sur la commune de Sainte-Geneviève-des-Bois)
- Château de Bellevue
- le Château Gaillard (nom complet du lieu-dit, à cheval sur la commune des Choux)
- Château de la Mivoie
- Château de Praslins
- la Coudre

D
- Domaine de Baugé,		        route des Choux (D 135)

F
- Ferme du Moulin Pèlerin (à cheval sur la commune de Langesse)
- Ferme de Praslins
- les Fiettes

G
- les Georgeons
- le Grand Reloy,			chemin de la Paurolle (bâtiments disparus)
- les Grandes Bruyères
- les Guillards

H
- le Hameau

M
- la Maison du Dimanche
- le Moulin Certain
- le Moulin Drouet
- les Moulinards

P
- les Paillards
- la Pelleterie
- le Petit Bonhomme
- le Petit Hameau
- le Petit Pèlerin
- le Petit Reloy,			        route de Langesse
- la Petite Mivoie
- les Pichards (à cheval sur la commune de Langesse)

R
- les Ratons

### Climat
Pour des articles plus généraux, voir Climat du Centre-Val de Loire et Climat du Loiret.
En 2010, le climat de la commune est de type climat océanique dégradé des plaines du Centre et du Nord, selon une étude du CNRS s'appuyant sur une série de données couvrant la période 1971-2000. En 2020, Météo-France publie une typologie des climats de la France métropolitaine dans laquelle la commune est exposée à un climat océanique altéré et est dans la région climatique Centre et contreforts nord du Massif Central, caractérisée par un air sec en été et un bon ensoleillement.
Pour la période 1971-2000, la température annuelle moyenne est de 10,8 °C, avec une amplitude thermique annuelle de 15,2 °C. Le cumul annuel moyen de précipitations est de 696 mm, avec 10,7 jours de précipitations en janvier et 7,5 jours en juillet. Pour la période 1991-2020, la température moyenne annuelle observée sur la station météorologique installée sur la commune est de 11,7 °C et le cumul annuel moyen de précipitations est de 738,5 mm,. Pour l'avenir, les paramètres climatiques de la commune estimés pour 2050 selon différents scénarios d'émission de gaz à effet de serre sont consultables sur un site dédié publié par Météo-France en novembre 2022.
| Mois                                  | jan.             | fév.           | mars           | avril           | mai           | juin           | jui.           | août           | sep.           | oct.            | nov.             | déc.             | année      |
| ------------------------------------- | ---------------- | -------------- | -------------- | --------------- | ------------- | -------------- | -------------- | -------------- | -------------- | --------------- | ---------------- | ---------------- | ---------- |
| Température minimale moyenne (°C)     | 1,2              | 1              | 3,1            | 5,1             | 8,6           | 11,9           | 13,6           | 13,4           | 10,1           | 7,9             | 4,2              | 1,8              | 6,8        |
| Température moyenne (°C)              | 4,2              | 4,8            | 8              | 10,7            | 14,3          | 17,7           | 19,9           | 19,8           | 16             | 12,4            | 7,6              | 4,7              | 11,7       |
| Température maximale moyenne (°C)     | 7,2              | 8,6            | 12,9           | 16,3            | 20            | 23,6           | 26,2           | 26,2           | 21,8           | 16,9            | 11               | 7,6              | 16,5       |
| Record de froid (°C) date du record   | −19,3 17.01.1985 | −14 07.02.1991 | −12,5 01.03.05 | −4,6 12.04.1986 | −0,7 06.05.19 | 2,1 05.06.1991 | 5,4 04.07.1984 | 4,4 30.08.1993 | 0,6 27.09.1979 | −4,7 30.10.1997 | −10,6 24.11.1998 | −15,6 31.12.1985 | −19,3 1985 |
| Record de chaleur (°C) date du record | 17,9 30.01.02    | 22,2 27.02.19  | 25,9 16.03.12  | 29,5 20.04.18   | 34 28.05.17   | 39,1 29.06.19  | 42,8 25.07.19  | 40,2 08.08.20  | 33,7 12.09.16  | 30,2 01.10.1985 | 23,4 07.11.15    | 19,5 16.12.1989  | 42,8 2019  |
| Précipitations (mm)                   | 61,5             | 54,4           | 53,3           | 55,3            | 72,6          | 56             | 61,4           | 56,7           | 53,4           | 72              | 69,1             | 72,8             | 738,5      |

### Milieux naturels et biodiversité

#### Site Natura 2000
Le réseau Natura 2000 est un réseau écologique européen de sites naturels d’intérêt écologique élaboré à partir des Directives «Habitats » et «Oiseaux ». Ce réseau est constitué de Zones Spéciales de Conservation (ZSC) et de Zones de Protection Spéciale (ZPS). Dans les zones de ce réseau, les États Membres s'engagent à maintenir dans un état de conservation favorable les types d'habitats et d'espèces concernés, par le biais de mesures réglementaires, administratives ou contractuelles. L'objectif est de promouvoir une gestion adaptée des habitats tout en tenant compte des exigences économiques, sociales et culturelles, ainsi que des particularités régionales et locales de chaque État Membre. Les activités humaines ne sont pas interdites, dès lors que celles-ci ne remettent pas en cause significativement l’état de conservation favorable des habitats et des espèces concernés,. Un site Natura 2000 est présent sur le territoire communal de Nogent-sur-Vernisson.
| Nom                                            | Numéro    | Type                       | Arrêté        | Superficie | Description |
| ---------------------------------------------- | --------- | -------------------------- | ------------- | ---------- | --- |
| « Lande à genévriers de Nogent-sur-Vernisson » | FR2400526 | SIC (Directive "Habitats") | 13 avril 2007 | 8 ha       | La zone est caractérisée par la présence de pelouses calcaires étendues d'une grande richesse floristique notamment en termes d'orchidées. Une station mycologique remarquable est également présente. Le site est géré par le domaine des Barres (Ministère de l'Agriculture). |

#### Zones nationales d'intérêt écologique, faunistique et floristique

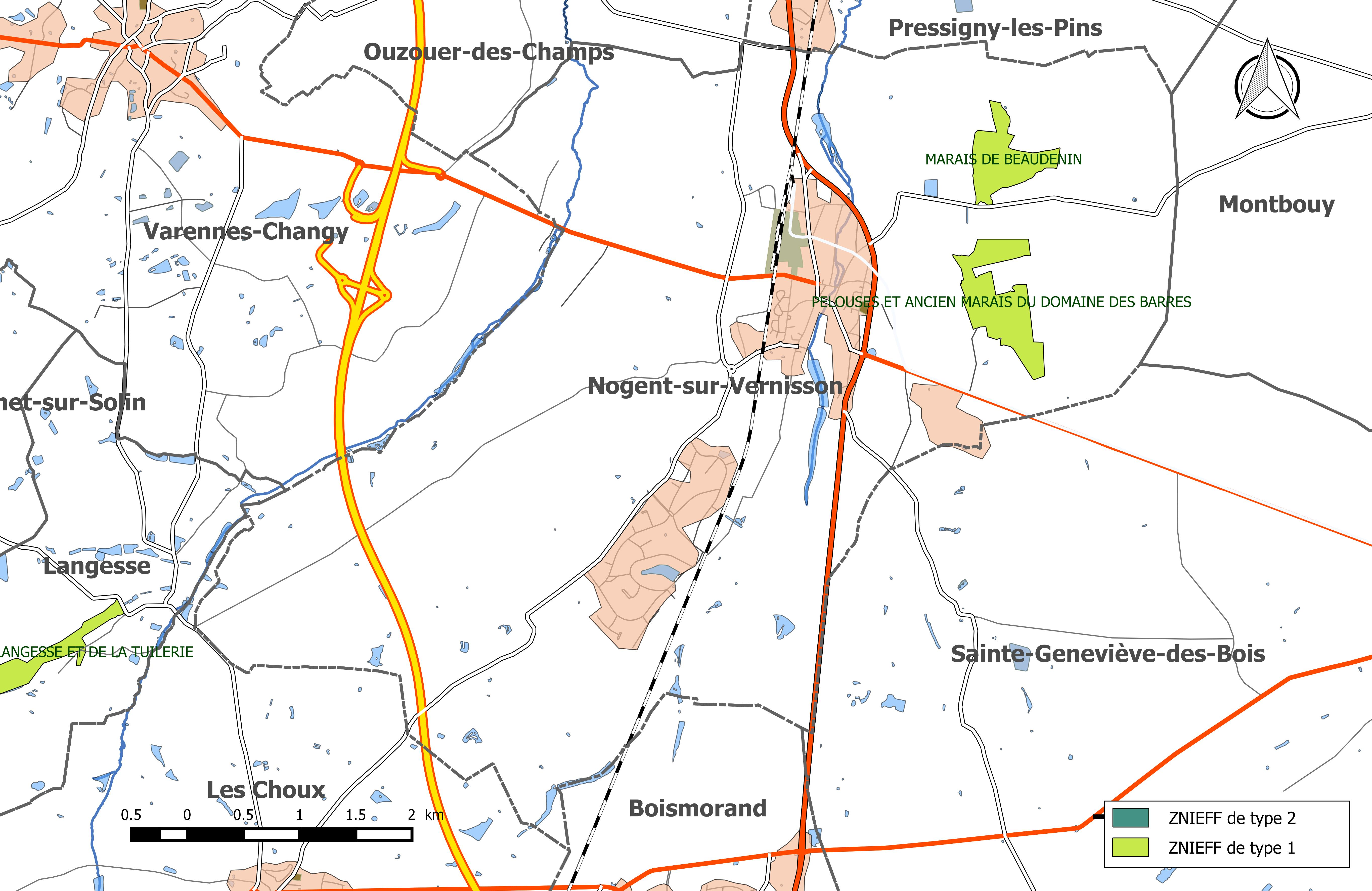
Carte des ZNIEFF de la commune et de ses abords.

L’inventaire des zones naturelles d'intérêt écologique, faunistique et floristique (ZNIEFF) a pour objectif de réaliser une couverture des zones les plus intéressantes sur le plan écologique, essentiellement dans la perspective d’améliorer la connaissance du patrimoine naturel national et de fournir aux différents décideurs un outil d’aide à la prise en compte de l’environnement dans l’aménagement du territoire. Le territoire communal de Nogent-sur-Vernisson comprend deux ZNIEFF.
| Désignation                                         | Type   | Superficie     | Description |
| --------------------------------------------------- | ------ | -------------- | --- |
| « Marais de Beaudenin »                             | type 1 | 31,74 hectares | Ce marais se localise au nord-est du bourg de Nogent-sur-Vernisson. Il est relié au ruisseau du Ronceau qui longe le pied de la faille de Nogent-sur-Vernisson. Son altitude est de 115 m. La zone recèle encore une dizaine d'espèces végétales protégées. Les stations de cladium, de gentiane pneumonanthe et d'épipactis des marais sont connues depuis près d'un siècle. C'est un vestige des nombreux marais du Gâtinais aujourd'hui pratiquement tous mis en culture. |
| « Pelouses et ancien marais du domaine des Barres » | type 1 | 32,92 hectares | Cette zone s'étend sur le domaine des Barres, situé à l'est du bourg de Nogent-sur-Vernisson. Son altitude varie entre 125 et 135 m. Elle est traversée par un petit cours d'eau (le Ronceau) qui circule au pied de la faille de Nogent-sur-Vernisson. Cet accident géologique est à l'origine de l'affleurement du calcaire et de la topographie. Le fond de vallon abrite une flore remarquable mais dans des milieux très anthropisés (plantations de peuplier...) avec la présence, entre autres, de l'ophioglosse commun (Ophioglossum vulgatum), la céphalanthère à grandes fleurs (Cephalanthera damasonium) ou de l'orchis à fleurs lâches (Anacamptis laxiflora = Orchis laxiflora). |

## Toponymie
Du mot gaulois novio « nouveau », accompagné du mot gaulois magos. Le mot gaulois magos a d'abord désigné un simple champ, puis un champ de foire, un marché et enfin le village ou la ville qui se développe autour de ce marché.

Les Gaulois mettaient l'accent tonique sur la dernière voyelle -o- du premier élément : les finales en -ômagos se sont donc  transformées en -ômos pour finalement être réduites au simple son -on, -an ou -en.

## Urbanisme

### Typologie
Au 1er janvier 2024, Nogent-sur-Vernisson est catégorisée bourg rural, selon la nouvelle grille communale de densité à sept niveaux définie par l'Insee en 2022.
Elle est située hors unité urbaine et hors attraction des villes,.

### Occupation des sols
L'occupation des sols de la commune, telle qu'elle ressort de la base de données européenne d’occupation biophysique des sols Corine Land Cover (CLC), est marquée par l'importance des forêts et milieux semi-naturels (46,7 % en 2018), une proportion identique à celle de 1990 (46,7 %). La répartition détaillée en 2018 est la suivante : 
forêts (46,7 %), terres arables (31,2 %), zones urbanisées (9,3 %), prairies (9,3 %), zones agricoles hétérogènes (3,4 %).
L'évolution de l’occupation des sols de la commune et de ses infrastructures peut être observée sur les différentes représentations cartographiques du territoire : la carte de Cassini (XVIIIe siècle), la carte d'état-major (1820-1866) et les cartes ou photos aériennes de l'IGN pour la période actuelle (1950 à aujourd'hui).

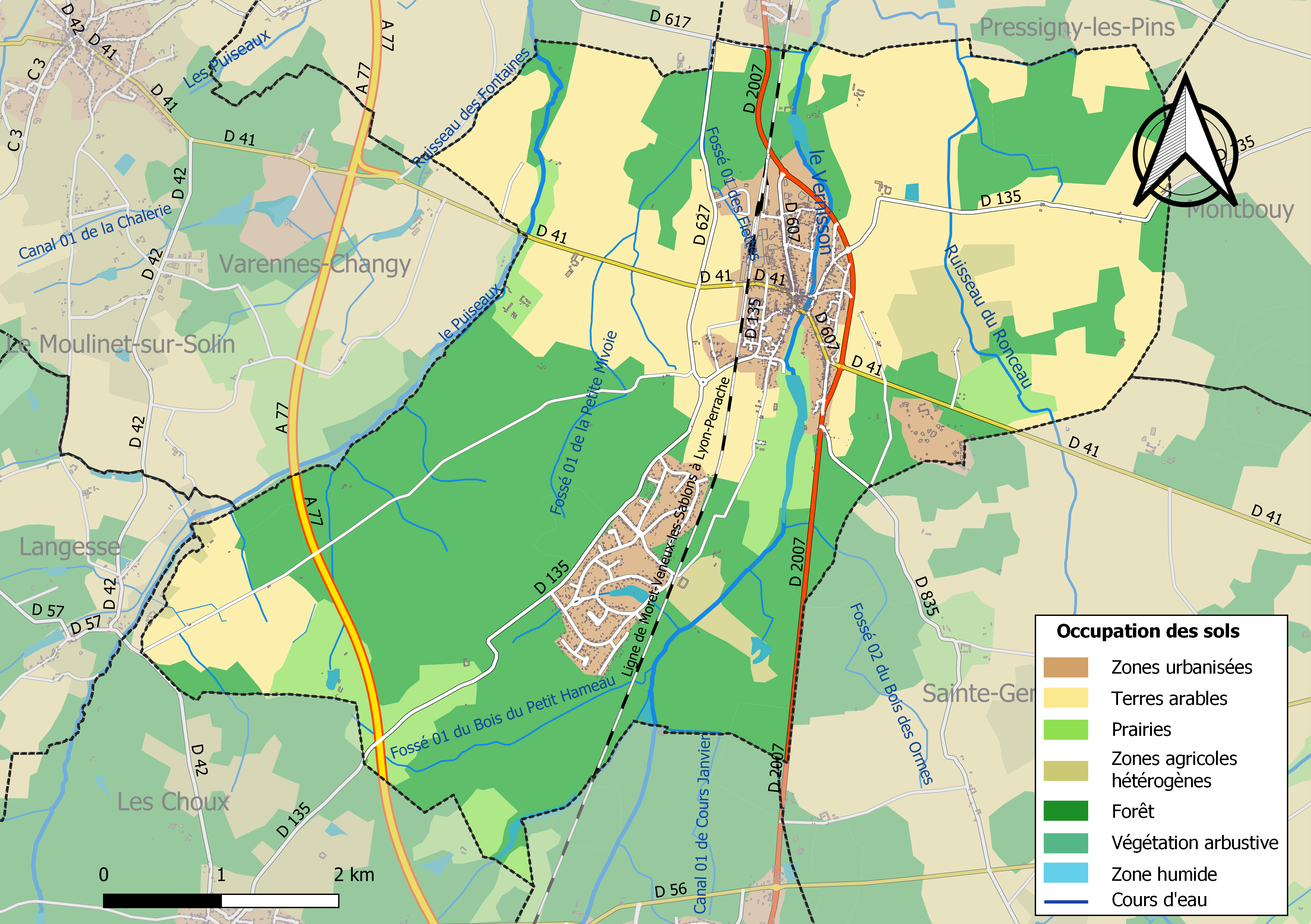
Carte des infrastructures et de l'occupation des sols de la commune en 2018 (CLC).
Carte orthophotographique de la commune en 2016.

### Risques majeurs
La commune de Nogent-sur-Vernisson est vulnérable à différents aléas naturels : climatiques (hiver exceptionnel ou canicule), mouvements de terrains ou sismique (sismicité très faible). Elle est également exposée à deux risques technologiques : le risque nucléaire et le risque de transport de matières dangereuses. 
Entre 1989 et 2019, six arrêtés ministériels ayant porté reconnaissance de catastrophe naturelle ont été pris pour le territoire de la commune : trois  pour des inondations et coulées de boues et trois pour des mouvements de terrains.

#### Risques naturels
Le territoire de la commune peut être concerné par un risque d'effondrement de cavités souterraines non connues. Une cartographie départementale de l'inventaire des cavités souterraines et des désordres de surface a été réalisée. Il a été recensé sur la commune plusieurs effondrements de cavités.
Par ailleurs, le sol du territoire communal peut faire l'objet de mouvements de terrain liés à la sècheresse. Le phénomène de retrait-gonflement des argiles est la conséquence d'un changement d'humidité des sols argileux. Les argiles sont capables de fixer l'eau disponible mais aussi de la perdre en se rétractant en cas de sècheresse. Ce phénomène peut provoquer des dégâts très importants sur les constructions (fissures, déformations des ouvertures) pouvant rendre inhabitables certains locaux. Celui-ci a particulièrement affecté le Loiret après la canicule de l'été 2003. Une grande partie du territoire de la commune est exposée à un aléa « moyen » face à ce risque, selon l'échelle définie par le Bureau de recherches géologiques et minières (BRGM).
Depuis le 22 octobre 2010, la France dispose d’un nouveau zonage sismique divisant le territoire national en cinq zones de sismicité croissante. La commune, à l’instar de l’ensemble du département,  est concernée par un risque très faible.

#### Risques technologiques
Dans le domaine des risques technologiques, une partie du territoire de la commune peut être concernée par le risque nucléaire. En cas d’accident grave, certaines installations nucléaires sont en effet susceptibles de rejeter dans l’atmosphère de l’iode radioactif. Or la commune se situe partiellement à l'intérieur du périmètre de 20 km du Plan particulier d'intervention de la centrale nucléaire de Dampierre. À ce titre les habitants de la commune, comme tous ceux résidant dans le périmètre proche de 20 km de la centrale ont bénéficié, à titre préventif, d'une distribution de comprimés d’iode stable dont l’ingestion avant rejet radioactif permet de pallier les effets sur la thyroïde d’une exposition à de l’iode radioactif. En cas d'incident ou d'accident nucléaire, des consignes de confinement ou d'évacuation peuvent être données et les habitants peuvent être amenés à ingérer, sur ordre du préfet, les comprimés en leur possession.
La commune est exposée au risque de transport de matières dangereuses, en raison du passage sur son territoire d'une ligne de transport ferroviaire et  d'itinéraires routiers structurants supportant un fort trafic (l'autoroute A77 et la route départementale D2007),.

## Politique et administration

### Découpage territorial

#### Bloc communal: Commune et intercommunalités
La paroisse de Nogen sur Vernisson (orthographiée sans "t" à cette époque) acquiert le statut de municipalité avec le décret du 12 novembre 1789 de l'Assemblée Nationale puis celui de « commune », au sens de l'administration territoriale actuelle, par le décret de la Convention nationale du 10 brumaire an II (31 octobre 1793). Il faut toutefois attendre la loi du 5 avril 1884 sur l'organisation municipale pour qu'un régime juridique uniforme soit défini pour toutes les communes de France, point de départ de l’affirmation progressive des communes face au pouvoir central.
Aucun événement de restructuration majeure du territoire, de type suppression, cession ou réception de territoire, n'a affecté la commune depuis sa création.

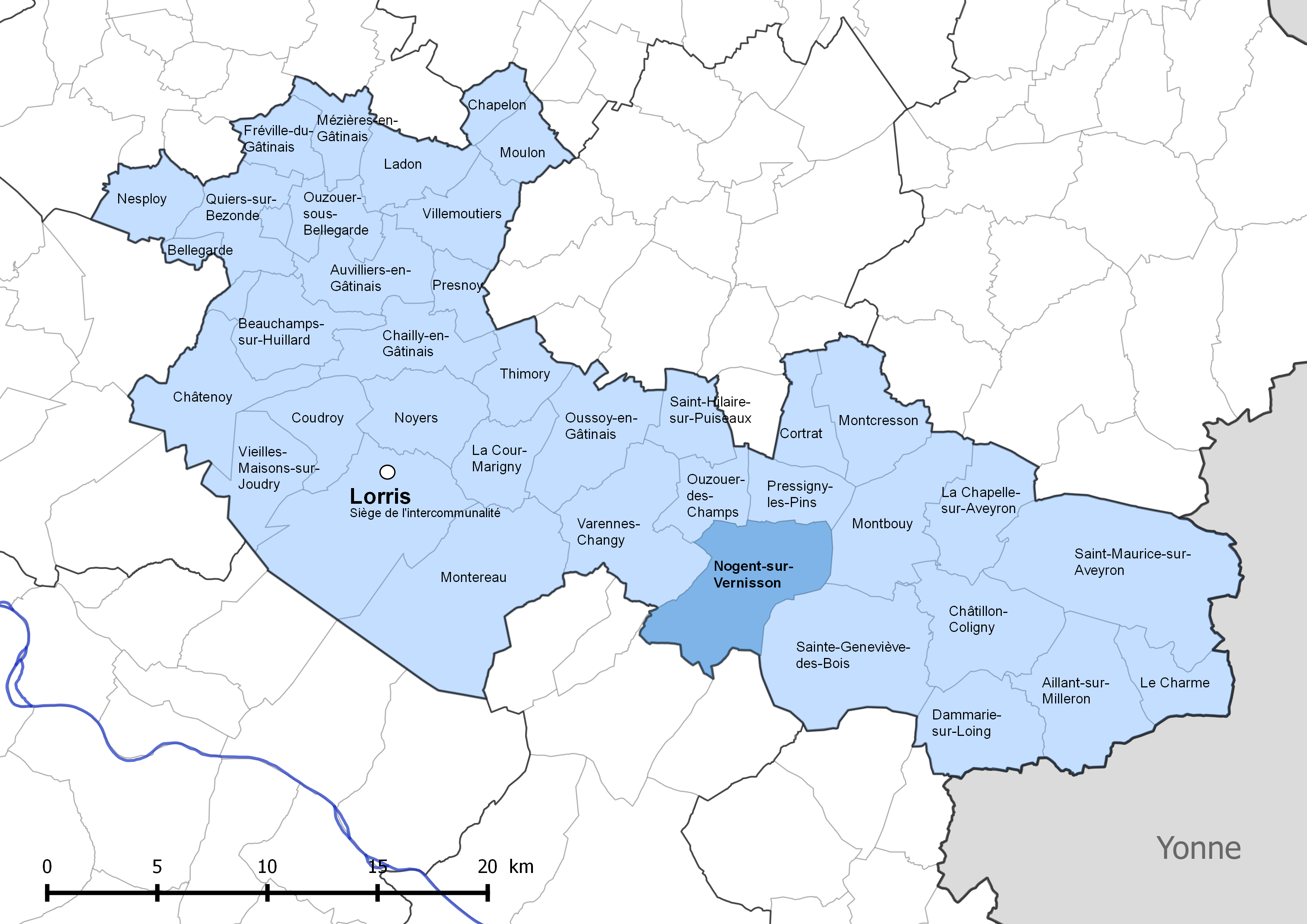
Localisation de la commune de Nogent-sur-Vernisson dans la communauté de communes Canaux et forêts en Gâtinais.

La communauté des Quatre-Rivières ou district urbain de Châtillon-Coligny, créé le 6 juillet 1965,  est transformée en communauté de communes de Châtillon-Coligny par arrêté préfectoral du 26 décembre 2001. Nogent-sur-Vernisson fait alors partie des douze communes qui composent cette nouvelle intercommunalité. La commune appartient à d'autres établissements publics de coopération intercommunale, de type syndicats ou autres regroupements intercommunaux. Le découpage territorial de ces structures est en constante évolution dans une perspective de rationalisation et d'efficience des services.
Afin de renforcer et réduire le nombre d'intercommunalités en France, la loi du 7 août 2015 portant nouvelle organisation territoriale de la République (dite loi NOTRe) fait passer le seuil démographique minimal de 5 000 à 15 000 habitants pour constituer une intercommunalité, sauf exceptions. Le schéma départemental de coopération intercommunale du Loiret est arrêté sur ces bases le 30 mars 2016 et le nombre d'établissements publics de coopération intercommunale à fiscalité propre passe dans le département du Loiret de 28 (2 communautés d'agglomération et 26 communautés de communes) à 16 (deux communautés d'agglomération et 14 communautés de communes dont une interdépartementale). Les communautés de communes du canton de Lorris et canton de Châtillon-Coligny et du Bellegardois fusionnent ainsi à compter du 1er janvier 2017 en une seule entité : la communauté de communes Canaux et forêts en Gâtinais, dont le siège est à Lorris. Cette nouvelle intercommunalité comprend 38 communes dont  Nogent-sur-Vernisson.

#### Circonscriptions de rattachement
Sous l'Ancien Régime, à la veille des États généraux de 1789, la paroisse de Nogen sur Vernisson était rattachée sur le plan ecclésiastique de l'ancien diocèse de Sens et sur le plan judiciaire au bailliage de Montargis.
La loi du 22 décembre 1789 divise le pays en 83 départements découpés chacun en six à neuf districts eux-mêmes découpés en cantons regroupant des communes. Les districts, tout comme les départements, sont le siège d’une administration d’État et constituent à ce titre des circonscriptions administratives. La commune de Nogent-sur-Vernisson est alors incluse dans le canton de Nogen-sur-Vernisson, le district de Montargis et le département du Loiret.
La recherche d’un équilibre entre la volonté d’organiser une administration dont les cadres permettent l’exécution et le contrôle des lois d’une part, et la volonté d’accorder une certaine autonomie aux collectivités de base (paroisses, bourgs, villes) d’autre part, s’étale de 1789 à 1838. Les découpages territoriaux évoluent ensuite au gré des réformes visant à décentraliser ou recentraliser l'action de l'État. La régionalisation fonctionnelle des services de l'État (1945-1971) aboutit à la création de régions. L'acte I de la décentralisation de 1982-1983 constitue une étape importante en donnant l'autonomie aux collectivités territoriales, régions, départements et communes. L'acte II intervient en 2003-2006, puis l'acte III en 2012-2015.
Le tableau suivant présente les rattachements, au niveau infra-départemental, de la commune de Nogent-sur-Vernisson aux différentes circonscriptions administratives et électorales ainsi que l'historique de l'évolution de leurs territoires.
| Circonscription             | Nom                 | Période   | Type                         | Évolution du découpage territorial |
| --------------------------- | ------------------- | --------- | ---------------------------- | --- |
| District                    | Montargis           | 1790-1795 | Administrative               | La commune est rattachée au district de Montargis de 1790 à 1795,. La Constitution du 5 fructidor an III, appliquée à partir de vendémiaire an IV (1795) supprime les districts, rouages administratifs liés à la Terreur, mais maintient les cantons qui acquièrent dès lors plus d'importance. |
| Canton                      | Nogen-sur-Vernisson | 1790-1801 | Administrative et électorale | Le 10 février 1790, la municipalité de Nogen sur Vernisson est rattachée au canton de Nogen sur Vernisson. Les cantons acquièrent une fonction administrative avec la disparition des districts en 1795. |
| Canton                      | Châtillon-sur-Loing | 1801-2015 | Administrative et électorale | Sous le Consulat, un redécoupage territorial visant à réduire le nombre de justices de paix ramène le nombre de cantons dans le Loiret de 59 à 31. Nogent-sur-Vernisson est alors rattachée par arrêté du 9 vendémiaire an X (30 septembre 1801) au canton de Châtillon-sur-Loing,, qui devient canton de Châtillon-Coligny en 1896. |
| Canton                      | Lorris              | 2015-     | Électorale                   | La loi du 17 mai 2013 et ses décrets d'application publiés en février et mars 2014 introduisent un nouveau découpage territorial pour les élections départementales. La commune est alors rattachée au nouveau canton de Lorris. Depuis cette réforme, plus aucun service de l'État n'exerce sa compétence sur un territoire s'appuyant sur le nouveau découpage cantonal. Le canton a disparu en tant que circonscription administrative de l'État ; il est désormais uniquement une circonscription électorale dédiée à l'élection d'un binôme de conseillers départementaux siégeant au conseil départemental. |
| Arrondissement              | Montargis           | 1801-     | Administrative               | Nogent-sur-Vernisson est rattachée à l'arrondissement de Montargis depuis sa création en 1801,. |
| Circonscription législative | 4e circonscription  | 2010-     | Électorale                   | Lors du découpage législatif de 1986, le nombre de circonscriptions législatives passe dans le Loiret de 4 à 5. Un nouveau redécoupage intervient en 2010 avec la loi du 23 février 2010. En attribuant un siège de député « par tranche » de 125 000 habitants, le nombre de circonscriptions par département varie désormais de 1 à 21,. Dans le Loiret, le nombre de circonscriptions passe de cinq à six. La réforme n'affecte pas Nogent-sur-Vernisson qui reste rattachée à la quatrième circonscription.                                                                                                   |

#### Collectivités de rattachement
La commune de Nogent-sur-Vernisson est rattachée au département du Loiret et à la région Centre-Val de Loire, à la fois circonscriptions administratives de l'État et collectivités territoriales.

### Conseil municipal
Depuis les élections municipales de 2014, le conseil municipal de Nogent-sur-Vernisson, commune de plus de 1 000 habitants, est élu au scrutin proportionnel de liste à deux tours (sans aucune modification possible de la liste), pour un mandat de six ans renouvelable. Il est composé de 23 membres. L'exécutif communal est constitué par le maire, élu par le conseil municipal parmi ses membres, pour un mandat de six ans, c'est-à-dire pour la durée du mandat du conseil.

### Liste des maires
| Période       | Période               | Identité                           | Étiquette   | Qualité                                                                |
| ------------- | --------------------- | ---------------------------------- | ----------- | ---------------------------------------------------------------------- |
| 1800          | 1805                  | Pierre François David              |             |                                                                        |
| 1805          | 1815                  | Louis Pierre Cherlemagne Empereur  |             |                                                                        |
| 1815          | 1821                  | Marquis Antoine Amelot de Chaillou |             |                                                                        |
| 1821          | 1824                  | Armand Théodore Chenou             |             |                                                                        |
| 1824          | 1829                  | Marquis Antoine Amelot de Chaillou |             |                                                                        |
| 1829          | 1848                  | E.Etienne Deblenne                 |             |                                                                        |
| 1848          | 1852                  | Sébastien Tanny                    |             |                                                                        |
| 1852          | 1856                  | E.Etienne Deblenne                 |             |                                                                        |
| 1856          | 1878                  | Marquis Antoine Amelot de Chaillou |             |                                                                        |
| 1878          | 1881                  | Charles Louis Lenoble              |             |                                                                        |
| 1881          | 1892                  | Cyrille Rousseau                   |             |                                                                        |
| 1892          | 1896                  | Joseph Corby                       |             |                                                                        |
| 1896          | 1900                  | Paterne Tanny                      |             |                                                                        |
| 1900          | 1904                  | Marquis Victor Amelot de Chaillou  |             |                                                                        |
| 1904          | 1908                  | Dr Henri Hannion                   |             |                                                                        |
| 1908          | 1920                  | Jules Nabeyrat                     |             |                                                                        |
| 1920          | 1925                  | Charles Chambon                    |             |                                                                        |
| 1925          | 1935                  | Louis Lemaire                      |             |                                                                        |
| 1935          | 1944                  | Ernest Cury                        |             | Conseiller d'arrondissement du canton de Châtillon-Coligny (1939-1940) |
| 1944          | 1945                  | Jean Cochet                        |             | Délégation spéciale                                                    |
| 1945          | 1947                  | Dr Robert Tagnard                  |             |                                                                        |
| 1947          | 1952                  | Paul Verneiges                     |             | */                                                                     |
| 1952          | 1959                  | Dr Robert Tagnard                  |             |                                                                        |
| 1959          | 1965                  | Georges Cronnier                   |             |                                                                        |
| 1965          | 1976                  | Raymond Tribout                    |             |                                                                        |
| 1976          | 2001                  | Michel Saigre                      |             | Vétérinaire                                                            |
| 2001          | avril 2014            | Monique Piot                       | DVD         | Mère au foyer                                                          |
| avril 2014    | décembre 2016 (décès) | Michel Le Roux                     | DVD         | Retraité                                                               |
| décembre 2016 | mai 2020              | Eliane Cognot                      | DVD         | Retraitée                                                              |
| mai 2020      | En cours              | Philippe Moreau                    | LR puis LMR | Directeur commercial                                                   |

## Équipements et services

### Sport
Boulodrome d'exception.

#### Gestion des déchets
En  2016, la commune est membre du syndicat mixte de collecte et de traitement des ordures ménagères des cantons de Gien, Châtillon Coligny, Briare et Châtillon-sur-Loire (SMICTOM). Celui-ci assure la collecte et le traitement des ordures ménagères résiduelles, des emballages ménagers recyclables  et des encombrants en porte à porte et du verre en points d’apport volontaire. Un réseau de sept déchèteries, dont une est située sur le territoire communal, accueille les encombrants et autres déchets spécifiques (déchets verts, déchets dangereux, gravats, ferraille, cartons…),. L'élimination et la valorisation énergétique des déchets ménagers et de ceux issus de la collecte sélective sont effectuées par le SYCTOM de Gien-Châteauneuf-sur-Loire qui comprend un centre de transfert de déchets ménagers et un centre de stockage de déchets ultimes (CSDU) de classe II à Saint-Aignan-des-Gués ainsi qu'une usine d’incinération des ordures ménagères à Gien-Arrabloy
Depuis le 1er janvier 2017, la « gestion des déchets ménagers » ne fait plus partie des compétences de la commune mais est une compétence obligatoire de la communauté de communes Canaux et Forêts en Gâtinais en application de la loi NOTRe du 7 août 2015.

#### Production et distribution d'eau
Le service public d’eau potable est une compétence obligatoire des communes depuis l’adoption de la loi du 30 décembre 2006 sur l’eau et les milieux aquatiques. Au 31 décembre 2016, la production et la distribution de l'eau potable sur le territoire communal sont assurées par la commune elle-même.
La loi NOTRe du 7 août 2015 prévoit que le transfert des compétences « eau et assainissement » vers les communautés de communes sera obligatoire à compter du 1er janvier 2020. Le transfert d’une compétence entraîne  de  facto la mise à disposition gratuite de plein droit des biens, équipements et services publics utilisés, à la date du transfert, pour l'exercice de ces compétences et la substitution de la communauté dans les droits et obligations des communes,.

#### Assainissement
La compétence assainissement, qui recouvre obligatoirement la collecte, le transport et l’épuration des eaux usées, l’élimination des boues produites, ainsi que le contrôle des raccordements aux réseaux publics de collecte, est assurée par la commune elle-même.
La commune est raccordée à une station d'épuration située sur le territoire communal, mise en service le 1er janvier 1980 et dont la capacité nominale de traitement est de  3 150 EH, soit 525 m3/jour. Cet équipement utilise un procédé d'épuration biologique dit « à boues activées »,.
L’assainissement non collectif (ANC) désigne les installations individuelles de traitement des eaux domestiques qui ne sont pas desservies par un réseau public de collecte des eaux usées et qui doivent en conséquence traiter elles-mêmes leurs eaux usées avant de les rejeter dans le milieu naturel. La communauté de communes de Châtillon-Coligny a créé, par délégation de ses communes adhérentes, le 31 décembre 2005 le service public d'assainissement non collectif (SPANC). Celui-ci a pour mission de contrôler les installations neuves et existantes, la mise en place d’un service de vidange et la réhabilitation des installations,. Depuis le 1er janvier 2017, c'est la communauté de communes Canaux et Forêts en Gâtinais, issue de la fusion de la communauté de communes du canton de Lorris, de la communauté de communes de Châtillon-Coligny et de la communauté de communes du Bellegardois, qui assure, par substitution, le SPANC.

## Population et société

### Démographie
L'évolution du nombre d'habitants est connue à travers les recensements de la population effectués dans la commune depuis 1793. Pour les communes de moins de 10 000 habitants, une enquête de recensement portant sur toute la population est réalisée tous les cinq ans, les populations de référence des années intermédiaires étant quant à elles estimées par interpolation ou extrapolation. Pour la commune, le premier recensement exhaustif entrant dans le cadre du nouveau dispositif a été réalisé en 2004.
En 2022, la commune comptait 2 571 habitants, en évolution de +1,26 % par rapport à 2016 (Loiret : +1,89 %, France hors Mayotte : +2,11 %).
| 1793 | 1800 | 1806 | 1821 | 1831  | 1836  | 1841  | 1846  | 1851  |
| ---- | ---- | ---- | ---- | ----- | ----- | ----- | ----- | ----- |
| 640  | 694  | 710  | 823  | 1 006 | 1 124 | 1 217 | 1 321 | 1 289 |

| 1856  | 1861  | 1866  | 1872  | 1876  | 1881  | 1886  | 1891  | 1896  |
| ----- | ----- | ----- | ----- | ----- | ----- | ----- | ----- | ----- |
| 1 362 | 1 364 | 1 399 | 1 394 | 1 521 | 1 646 | 1 668 | 1 730 | 1 660 |

| 1901  | 1906  | 1911  | 1921  | 1926  | 1931  | 1936  | 1946  | 1954  |
| ----- | ----- | ----- | ----- | ----- | ----- | ----- | ----- | ----- |
| 1 694 | 1 683 | 1 562 | 1 549 | 1 621 | 1 526 | 1 514 | 1 496 | 1 478 |

| 1962  | 1968  | 1975  | 1982  | 1990  | 1999  | 2004  | 2006  | 2009  |
| ----- | ----- | ----- | ----- | ----- | ----- | ----- | ----- | ----- |
| 1 550 | 1 756 | 2 016 | 2 414 | 2 357 | 2 443 | 2 538 | 2 502 | 2 575 |

| 2014  | 2019  | 2022  | - | - | - | - | - | - |
| ----- | ----- | ----- | - | - | - | - | - | - |
| 2 559 | 2 589 | 2 571 | - | - | - | - | - | - |

## Économie
Le principal employeur de la commune est l'industriel Faurecia, équipementier automobile. L'usine est composée d'une tôlerie (emboutissage de pièces via des presses industrielles) et de plusieurs lignes d'assemblage sur lesquelles des armatures de sièges automobiles y sont produits.
Cette usine possède une presse à emboutir unique en Europe en 2020 (1650 tonnes).
Le domaine des Barres héberge, dans l'ancien domaine de la famille de Vilmorin, un pôle forestier comprenant :
- l'arboretum national des Barres, collection de 2 700 espèces d'arbres des cinq continents, qui s'étend sur 35 hectares de plantations. Il est ouvert au public depuis 1985 et comporte quelques arbres remarquables dont notamment un séquoia ainsi qu'un ginkgo biloba ;
- le siège de l'Inventaire forestier national (IFN), établissement public chargé d'évaluer le patrimoine forestier national, fusion avec IGN en 2015
- un établissement de l'Institut national de recherche en sciences et technologies pour l'environnement et l'agriculture (IRSTEA, ex-CEMAGREF), dont le siège est situé à Antony (Hauts-de-Seine). Il comptait 45 agents permanents et 20 non-permanents en 2009, une cinquantaine de permanents dont 24 ingénieurs-chercheurs en 2010. Dédié uniquement à l'étude de la forêt, il ne comporte qu'une seule unité de recherche : l'unité « EFNO Écosystèmes forestiers »[87],[88] ;
- une antenne du lycée d'enseignement général technique et agricole (LEGTA) du Chesnoy-Les Barres ;
- une antenne du centre de formation professionnelle et de promotion agricole (CFPPA) de Montargis.

## Jumelages
Castleblayney (Irlande).
 Remetea (Bihor) (Roumanie).

## Culture locale et patrimoine

### Lieux et monuments
il existe six châteaux sur la commune :
- Château des Barres à l'arboretum des Barres
- Château de Bellevue (privé)
- Château de Chauffour (privé)
- Château de la Mivoie (privé)
- Château Gaillard (qui est à cheval sur la commune des Choux)
- Château de Praslins

## Personnalités liées à la commune
- Village d'origine de saint Ithier, sacré évêque de Nevers vers 690 ;
- Jean III de Lorraine y serait mort le 18 mai 1550 ;
- Le pape Pie VII a donné l'office en l'église Saint-Martin-et-Saint-Ithier de Nogent lors de son voyage pour aller sacrer l'empereur Napoléon Bonaparte ;
- Jeanne d'Arc aurait passé une nuit à la Mivoie lors de son épopée. Cette tradition n'est cependant pas vérifiable ; l'itinéraire de Jeanne d'Arc aux approches de Gien, étape attestée sur le chemin de Chinon, n'est pas connu[91].
- Le colonel Philippe Lichtenstein (1831-1892), officier d'ordonnance des présidents Grévy et Carnot, est né à Nogent-sur-Vernisson.
- Le journaliste GabMorrison qui réalise des reportages sur le rap et les quartiers, et qui compte plusieurs millions de vues sur sa chaîne YouTube.